# Perdita sparsa
Perdita sparsa är en biart som beskrevs av Fox 1893. Perdita sparsa ingår i släktet Perdita och familjen grävbin. Inga underarter finns listade i Catalogue of Life.